# Мичерлих, Эйльхард
Эйльхард Ми́черлих (нем. Eilhard Mitscherlich; 7 января 1794, Нойэнде, ныне Вильгельмсхафен — 28 августа 1863, Берлин) — немецкий химик.
Открыл явления изоморфизма (1819) и диморфизма (1821). В 1833 году получил в чистом виде бензол сухой перегонкой бензойной кислоты с избытком гашеной извести; впервые приготовил нитробензол, азобензол и некоторые сульфокислоты бензола. В 1833 высказал предположение о каталитической роли серной кислоты в процессе этерификации, предложив назвать подобные реакции контактными.
Профессор Берлинского университета (с 1822). Член Прусской академии наук (1821), иностранный член Лондонского королевского общества (1828), Парижской академии наук (1852; корреспондент с 1827), иностранный член-корреспондент Петербургской академии наук (1829).

## Биография
Эйльхард Мичерлих родился 7 января 1794 года Нойэнде (ныне Вильгельмсхафен). Изучал в Гейдельберге филологию. Одновременно с этим он изучал естественные науки и медицину. В 1818 Мичерлих отправился в Берлин, где занимался в лаборатории Линка.
Работы Мичерлиха обратили на себя внимание Берцелиуса, у которого Мичерлих проработал год в его лаборатории в Стокгольме. В 1822 году Мичерлих занял место умершего Клапрота в Берлинском университете.
Главную заслугу Мичерлиха составляет открытие изоморфизма (см. в «Abhandl. d. Berlin. Akd.», 1819). Занимаясь исследованием состава фосфорнокислых и мышьяковокислых солей, Мичерлих сделал наблюдение, что соли их, отвечающие одним и тем же основаниям, кристаллизуются в одинаковых формах. Отдельные факты, предугадывавшие эту теорию, были известны до Мичерлиха: см. исследования Гей-Люссака (1816) над квасцами, Бёдана (1818) над цинковым и железным купоросом и др. Однако Мичерлих установил теорию изоморфизма совершенно самостоятельно. В подтверждение своей теории, Митчерлих получил селеновую кислоту и показал изоморфизм её солей с солями серной кислоты; исследовал соли марганцовистой и марганцовой кислот и показал изоморфизм первых с сернокислыми, а последних с хлорными солями.
Открытие изоморфизма имело громадное значение для химии и минералогии. Берцелиус тотчас же воспользовался изоморфизмом для выяснения атомного состава различных тел (особенно соединений, отвечающих окислам типа {\displaystyle R_{2}O_{3}}). При определении атомных весов элементов изоморфизм служил одним из важных руководящих признаков. Установление аналогий между различными элементами нашло себе в сходстве кристаллических форм их соединений существенное подспорье. Благодаря этому изоморфизм является одним из главных оснований, на которые опирается естественная система химических элементов. С открытием изоморфизма кристаллическая форма стала очень важным признаком для характеристики тел. В минералогической классификации (Розе) изоморфизм произвел значительный переворот.
В 1826 году Мичерлих установил диморфизм кислой фосфорно-натровой соли и серы, а вслед за тем и некоторых других тел. Явлением диморфизма объяснился и тот факт, что углекислый кальций является в природе в двух кристаллических формах (арагонит и известковый шпат).
В 1833 году Мичерлих произвел целый ряд тщательнейших определений плотностей пара многих тел и при этом проверил объемные законы Гей-Люссака. Большое научное значение имеют работы Мичерлиха, касающиеся искусственного получения минералов. В области органической химии Мичерлиху принадлежит ряд важных работ, касающихся бензола и его производных (1834), как то: получение бензола из бензойной кислоты, получение первого нитропродукта (а именно нитробензола), получение азобензола и первых представителей класса сульфокислот. Другие работы Мичерлиха: изучение контактных явлений, разработка аналитических способов открытия фосфора, исследование камерных кристаллов и др.
В 1829—1833 гг. Мичерлих издал «Lehrbuch d. Chemie» (в 1855 г. вышло 5-е изд.; не окончено). Мичерлих занимался также геологическими исследованиями, посвященными вопросу о природе вулканических сил. Работы Мичерлиха печатались в «Abhandlungen d. Berl. Akad.», «Poggendorff’s Annalen», «Annales de chimie et de physique», «Annales des mines» и др.
На его дочери на Агнес Софии Фридерике был женат хирург Вильгельм Буш.
Его внук агрохимик Эйльхард Альфред Мичерлих.